# Marios Purzitidis
Marios Purzitidis (* 8. května 1999, Soluň, Řecko) je řecký fotbalový obránce, od října 2020 hráč klubu FC Slovan Liberec. Od ledna 2025 hostuje v  Dukle Praha. Protože má českou matku, je také držitelem českého občanství. Jeho bratr Paris je také fotbalistou.

## Klubová kariéra

### Mládežnické roky
Purzitidis v mládí prošel několika kluby, jakými jsou Bebides 2000, Aris Soluň, Makedonikos Litis a PAE Platanias Chanion.

### PAE Platanias Chanion
V dospělém fotbale začal působit od sezóny 2018/19, kdy začal nastupovat za třetiligový PAE Platanias Chanion. V prvním ročníku odehrál celkem 21 ligových zápasů, ve kterých branku nevstřelil. Nastoupil také do 1 utkání Řeckého fotbalového poháru. V uvedeném ročníku slavil s týmem postup do druhé nejvyšší řecké soutěže.
V sezóně 2019/20 nastoupil do 11 druholigových a 2 pohárových utkání, ve kterých se střelecky neprosadil. V srpnu 2020 mu v klubu skončila smlouva, která nebyla prodloužena.

### FC Slovan Liberec
Jako volného hráče si ho v říjnu 2020 přivedl český prvoligový Liberec. Premiéru v jeho dresu si odbyl v listopadu 2020 v utkání základní skupiny Evropské ligy proti Hoffenheimu. K 5. březnu 2021 odehrál v aktuálním ročníku celkem 7 ligových zápasů bez vstřelené branky. Střelecky se neprosadil ani ve dvou utkáních MOL Cupu.

## Klubové statistiky
- aktuální k 5. březen 2021

| Tým                   | Sezona            | Liga   | Liga   | Pohár  | Pohár  | Evropské poháry | Evropské poháry |
| Tým                   | Sezona            | Zápasy | Branky | Zápasy | Branky | Zápasy          | Branky          |
| --------------------- | ----------------- | ------ | ------ | ------ | ------ | --------------- | --------------- |
| PAE Platanias Chanion | 2018/19 (3. liga) | 21     | 0      | 1      | 0      | -               | -               |
| PAE Platanias Chanion | 2019/20 (2. liga) | 11     | 0      | 2      | 0      | -               | -               |
| FC Slovan Liberec     | 2020/21           | 7      | 0      | 2      | 0      | 1               | 0               |
| Celkem                | Celkem            | 39     | 0      | 5      | 0      | 1               | 0               |

## Úspěchy
- 1x postup do 2. řecké fotbalové ligy 2018/19